# Saluki
Saluki (рус. Салу́ки; настоящее имя — Арсе́ний Алекса́ндрович Неса́тый; род. 5 июля 1997, Москва) — российский рэпер, продюсер и автор песен. Бывший участник творческого объединения Dead Dynasty.

## Биография

### Ранний период: юность — начало музыкальной карьеры
Арсений Несатый родился 5 июля 1997 года в Москве. Увлекаться музыкой начал с малого возраста, поскольку его отец привозил различные музыкальные кассеты из-за рубежа. Получив в подарок от отца один из альбомов группы Black Eyed Peas, начал слушать различных исполнителей, в числе которых были David Bowie, Joy Division и другие. Продюсерская деятельность началась после того, как брат показал ему программу Вeatmaker 2 для создания музыки. В качестве творческих псевдонимов Несатый ранее использовал Lil A1ds, HorrorKing и Wild Hon3y, а Saluki использует до сих пор.

### Творческое объединениеDead Dynasty—продюсерскаядеятельность
В 2013 году Арсений стал частью творческого объединения Dead Dynasty, лидером которого являлся Pharaoh, куда также на начальном этапе входили Джонатан Ливингстон, Otis и Acid Drop King. В период с 2016 по 2018 год вышли несколько инструментальных релизов под названиями Lil A1ds и HorrorKing, где на некоторых треках Несатый начал выступать в качестве исполнителя на английском языке. 22 февраля 2016 года вышел второй совместный мини-альбом Pharaoh и Boulevard Depo «Плакшери», включающий в себя композицию «5 минут назад», полностью спродюсированную Несатым. Композиция стала одним из хитов года, а видеоработа расположилась на девятом месте в категории самых быстрорастущих по просмотрам музыкальных видео за 2016 год на видеохостинге YouTube. Также делал инструменталы для Tveth, Basic Boy, i61 и других.

### «Улицы, дома»
13 августа 2018 года состоялся релиз дебютного мини-альбома «Улицы, дома» под псевдонимом Saluki в роли исполнителя, с гостевым участием Tveth, Boulevard Depo, Rocket и Вышел покурить. 3 октября 2018 года вышел дебютный музыкальный видеоклип на трек «Дорогая грусть», премьера которого состоялась на портале Fast Food Music. Осенью того же года стало известно о том, что Несатый покинул творческое объединение Dead Dynasty, в котором он состоял с его основания.

### «Властелин калек»
25 января 2019 года вышел второй музыкальный видеоклип на сингл под названием «Тупик» при участии Rocket. 7 июня 2019 года вышел дебютный студийный альбом Несатого под названием «Властелин калек», в записи которого также приняли участие Boulevard Depo, Lizer, Cream Soda, White Punk, 104 и другие.

### «На человека»
Saluki выпустил 6 декабря 2019 года свой новый мини-альбом под названием «На человека». EP включил в себя 7 сольных композиций, выполненных в фирменной полумрачной стилистике артиста. За продюсирование отвечали Saluki и Osa.

### «Стыд или слава»
14 марта 2020 года казахстанский артист 104 анонсировал совместный альбом с Арсением. 2 апреля 2021 года вышел первый сингл с альбома под названием «Лавэ» при участии Билика и Anikv. 16 апреля 2021 года вышел второй сингл «XXX», в записи которого принял участие друг и гитарист Арсения – Никита Денисов (J. Rouh). Вместе с синглом открылся предзаказ альбома, также появилось название проекта — «Стыд или слава». 30 апреля 2021 выходит альбом «Стыд или слава», в записи которого приняли участие Osa, Anikv, Рамш, Mayot, OG Buda, Andy Panda, J. Rouh, Кисло-Сладкий & Bonah. 6 августа 2021 года был представлен музыкальный видеоклип на сингл «ХХХ», который также стал частью официального саундтрека второго сезона казахстанского веб-сериала Sheker.

### WILD EA$T
21 апреля 2023 года состоялся релиз альбома WILD EA$T на музыкальных площадках. В трек-лист вошло 25 композиций, совместно с Vacío, Bato, Boulevard Depo, Sensee, OG Buda, Sabü, Feduk, Friendly Thug 52 Ngg, ATL, Anikv, Markul, Биликом, Брутто, Jeembo, Найком Борзовым и Бастой. В треке под названием «No Church in the Wild Ea$t» молитву о душевном покое читает мама Арсения.
Альбом был тепло принят фанатами и артистами, а также имеет много положительных рецензий. После его выпуска количество слушателей в сервисе Яндекс Музыка превысило 2 млн в месяц, в Spotify — 200 тыс. в месяц. Альбом был признан лучшим альбомом 2023 года по версии The Flow.

### BOLSHIE KURTKI
15 ноября, в день старта сольного тура «BOLSHIE KURTKI TOUR», вышел альбом «BOLSHIE KURTKI». На нём представлены как сольные песни, так и совместные записи с такими исполнителями, как Big Baby Tape, Aarne, FRIENDLY THUG 52 NGG, FEDUK, Bushido Zho, Toxi$, J. Rouh, Sabu, LUVU, Gerasimov, A$THMA BOYS. К 19 ноября альбом набрал 15 миллионов прослушиваний на стриминговых сервисах.

## Дискография

### Студийные альбомы
| Год  | Студийный альбом                   |
| ---- | ---------------------------------- |
| 2019 | «Властелин калек»                  |
| 2021 | «Стыд или слава» (совместно с 104) |
| 2023 | WILD EA$T                          |
| 2024 | BEACH ROCK HOTEL                   |
| 2024 | BOLSHIE KURTKI                     |

### Мини-альбомы
| Год  | Мини-альбом   |
| ---- | ------------- |
| 2018 | «Улицы, дома» |
| 2019 | «На человека» |

### Продюсерские релизы
| Год  | Название                    |
| ---- | --------------------------- |
| 2014 | Saluki & Friends (Volume 2) |
| 2015 | Saluki & Friends III        |
| 2015 | Traumatizer                 |
| 2016 | Pagan love pagan death      |

### Микстейп (под ником Horrorking)
| Год  | Название   |
| ---- | ---------- |
| 2016 | Horrorking |

### Синглы
| Год  | Сингл                                                |
| ---- | ---------------------------------------------------- |
| 2016 | «Lavish»                                             |
| 2016 | «Affair» (при участии Inas)                          |
| 2017 | «Bitter Moon»                                        |
| 2017 | «Total Freedom» (при участии Inas)                   |
| 2018 | «Y.W.E.F.M» (при участии Lizer)                      |
| 2018 | «With U» (при участии Увулы)                         |
| 2018 | «0 to 10k»                                           |
| 2018 | «Tokyo Ghoul»                                        |
| 2019 | «Тупик» (при участии Rocket)                         |
| 2019 | «Улыбка» (при участии 104)                           |
| 2020 | «Стресс» (совместно с ЛСП)                           |
| 2020 | «Было или нет?» (совместно с Anikv)                  |
| 2020 | «Oh Boy, Broke Boy»                                  |
| 2021 | «Лавэ» (совместно с 104 и при участии Anikv и Билик) |
| 2021 | «XXX» (совместно с 104 и при участии J. Rouh)        |
| 2022 | «Огней»                                              |
| 2022 | «Sorry I'm Working on the Wild Ea$t»                 |
| 2022 | «Hahaha»                                             |
| 2023 | «Lagg Out» (при участии ATL)                         |
| 2023 | «Digital Sports» (prod. by Slava Marlow)             |
| 2023 | «Прямо за тобой»                                     |
| 2023 | «Alive!»                                             |
| 2023 | «Ventonyl» (совместно с Toxi$)                       |
| 2024 | «Лагерная» (совместно с Friendly Thug 52 Ngg)        |

### Участие на релизах у других исполнителей
| Год  | Артист             | Трек                   | Музыкальный релиз     |
| ---- | ------------------ | ---------------------- | --------------------- |
| 2018 | Лауд               | «Playboy»              | «ТанецГолосЗвук 3»    |
| 2018 | Лауд               | «Остаток лета»         | «ТанецГолосЗвук 3»    |
| 2018 | OG Prince          | «Champions»            | Up In Smoke           |
| 2019 | Cream Soda         | «Ритуал»               | «Комета»              |
| 2019 | Bad Zu             | «Время»                | Varvar                |
| 2020 | 104                | «Трубки»               | «Кино без сигарет»    |
| 2020 | Anikv              | «Меня не будет»        | «Старше»              |
| 2020 | OSA                | «2X20»                 | Replexia              |
| 2020 | OSA                | «Moon Freestyle»       | Replexia              |
| 2020 | Kurt92             | «Разъяснения»          | «Амбассадор Хардкора» |
| 2020 | i61                | «Вечный Огонь»         | Angelwave             |
| 2021 | Markul             | «Без фокусов»          | Sense Of Human        |
| 2022 | Anikv              | «Огни»                 | Внеальбомный сингл    |
| 2023 | Boulevard Depo     | «Наш дом»              | «Сертоловский токсик» |
| 2023 | Bato               | «Искусственный»        | Mountain Buffalo      |
| 2023 | J. Rouh            | «Solo»                 | Внеальбомный сингл    |
| 2023 | Разные исполнители | «Это здорово (Cover)»  | ONE LIVE, Vol.1       |
| 2024 | J.Rouh             | «SALUT»                | FAMILY FIRST          |
| 2024 | Aarne,BUSHIDO ZHO  | «NO SLEEP»             | «WE LIVE ONLY ONCE»   |
| 2025 | SLAVA MARLOW       | НЕ ЗАБЫЛ ╥﹏╥          | ЭЛЬФ 1                |
| 2025 | Voskresenskii      | Покажи как ты танцуешь | Project V             |
| 2025 | SABU               | LOCKED                 | SABUTAGE              |
| 2025 | MACAN              | Запрещаю забывать      | BRATLAND              |

## Клипы
| Год  | Название                                       | Альбом            | Режиссёр           |
| ---- | ---------------------------------------------- | ----------------- | ------------------ |
| 2018 | «Дорогая грусть»                               | «Улицы, дома»     | Дмитрий Ицков      |
| 2019 | «Тупик» (при участии Rocket)                   | «Властелин калек» | Visnu              |
| 2020 | «Меня не будет» (при участии Anikv)            | «Старше»          | Олег Че            |
| 2020 | «Moon Freestyle / 2X20» (при участии OSA)      | Replexia          | Enf.               |
| 2021 | «XXX» (совместно со 104 и при участии J. Rouh) | «Стыд и слава»    | Qazaqbro           |
| 2022 | «Огни» (при участии Anikv)                     | Вне альбома       | Enf.               |
| 2022 | «Hahaha»                                       | Wild Ea$t         | Enf.               |
| 2022 | «Огней»                                        | Wild Ea$t         | Enf.               |
| 2023 | «Digital Sports»                               | Вне альбома       | Михаил Пашкульский |
| 2023 | «Ведьма»                                       | «WILD EA$T»       | Лика Надир         |
| 2024 | «VENTONYL» (при участии Toxi$)                 | Вне альбома       | Лика Надир         |
| 2024 | "BEACH ROCK HOTEL"                             | Beach Rock Hotel  | Лика Надир         |